# Битка за Пјонгјанг (1592)
Битка за Пјонгјанг (енгл. Battle of Pyongyang) била је неуспели покушај династије Минг да помогне краљевини Чосон током прве јапанске инвазије Кореје и ослободи Пјонгјанг од јапанске окупације. Битка је завршена јапанском победом.
На позив корејског краља Сeнђа, династија Минг упутила је у августу 1592. војну помоћ Кореји: 5.000 кинеских коњаника продрло је до Пјонгјанга и ушло у град, где су ухваћени у јапанску заседу и потучени у уличним борбама, а 2.000 преживелих повукло се на север све до реке Јалу.

## Позадина
Након више узастопних молби корејског краља Сенђа, који се пред Јапанцима који су 16. јуна 1592. заузели Пјонгјанг повукао на север све до кинеске границе на реци Јалу, династија Минг најзад је одлучила да интервенише. Почетком августа, војска од 5.000 Кинеза, већином коњаника, под командом генерала Чо Сеунг-хуна, прешла је Јалу и стигла у помоћ Кореји. Међутим, кинески генерал показао је превелико самопоуздање и потпуно непознавање Јапанаца: одлучио је да сместа нападне и ослободи Пјонгјанг, упркос упозорењима корејских генерала, који су му изашли у сусрет, да су путеви непроходни због кишне сезоне, а на вест о бројној надмоћи Јапанаца узвратио је тврдњом да је једном са само 3.000 људи растерао чак 100.000 Монгола.

## Битка
Пробијајући се кроз блато, кинеска војска је 19. августа стигла пред капије Пјонгјанга и затекла их отворене. Кинези су без отпора ушли у град и напредовали све до гувернерове палате у центру града, не видећи непријатеља, када се на њих осула паљба јапанских аркебузира, који су их чекали скривени по кућама. Затим је уследила хаотична борба хладним оружјем, у којој су Кинези, разбијени у мале групе у закрченим улицама и гађани аркебузама са свих страна, подлегли после кратког отпора.

## Последице
Кинески генерал Са Ју и око 3.000 Кинеза погинуло је у уличним борбама и гоњењу које ја затим уследило, док је хвалисави генерал Чо успео да се извуче и побегне на север. У извештају цару, за свој пораз окривио је кишу, лоше путеве и издају Корејанаца, али је званична комисија, упућена из Нанкинга, ослободила Корејанце сваке кривице.